# Lidsjön (Föllinge socken, Jämtland)
Lidsjön är en sjö i Krokoms kommun i Jämtland och ingår i Indalsälvens huvudavrinningsområde. Sjön har en area på 0,294 kvadratkilometer och ligger 296 meter över havet. Sjön avvattnas av vattendraget Torån.

## Delavrinningsområde
Lidsjön ingår i det delavrinningsområde (706467-143819) som SMHI kallar för Utloppet av Lidsjön. Medelhöjden är 360 meter över havet och ytan är 9,06 kvadratkilometer. Räknas de 5 avrinningsområdena uppströms in blir den ackumulerade arean 76,43 kvadratkilometer. Torån som avvattnar avrinningsområdet har biflödesordning 3, vilket innebär att vattnet flödar genom totalt 3 vattendrag innan det når havet efter 246 kilometer. Avrinningsområdet består mestadels av skog (81 procent). Avrinningsområdet har 0,29 kvadratkilometer vattenytor vilket ger det en sjöprocent på 3,2 procent.